# Des filles bien élevées
Des filles bien élevées est le premier recueil de nouvelles de l'écrivaine française Anne Wiazemsky publié en 1988.

## Réception critique et récompense
Il reçoit d'emblée un accueil critique très positif et obtient le Grand Prix SDGL de la nouvelle,.

## Éditions
- Des filles bien élevées, Paris, Gallimard, 1988, 227 pages.